# 曼苏尔区

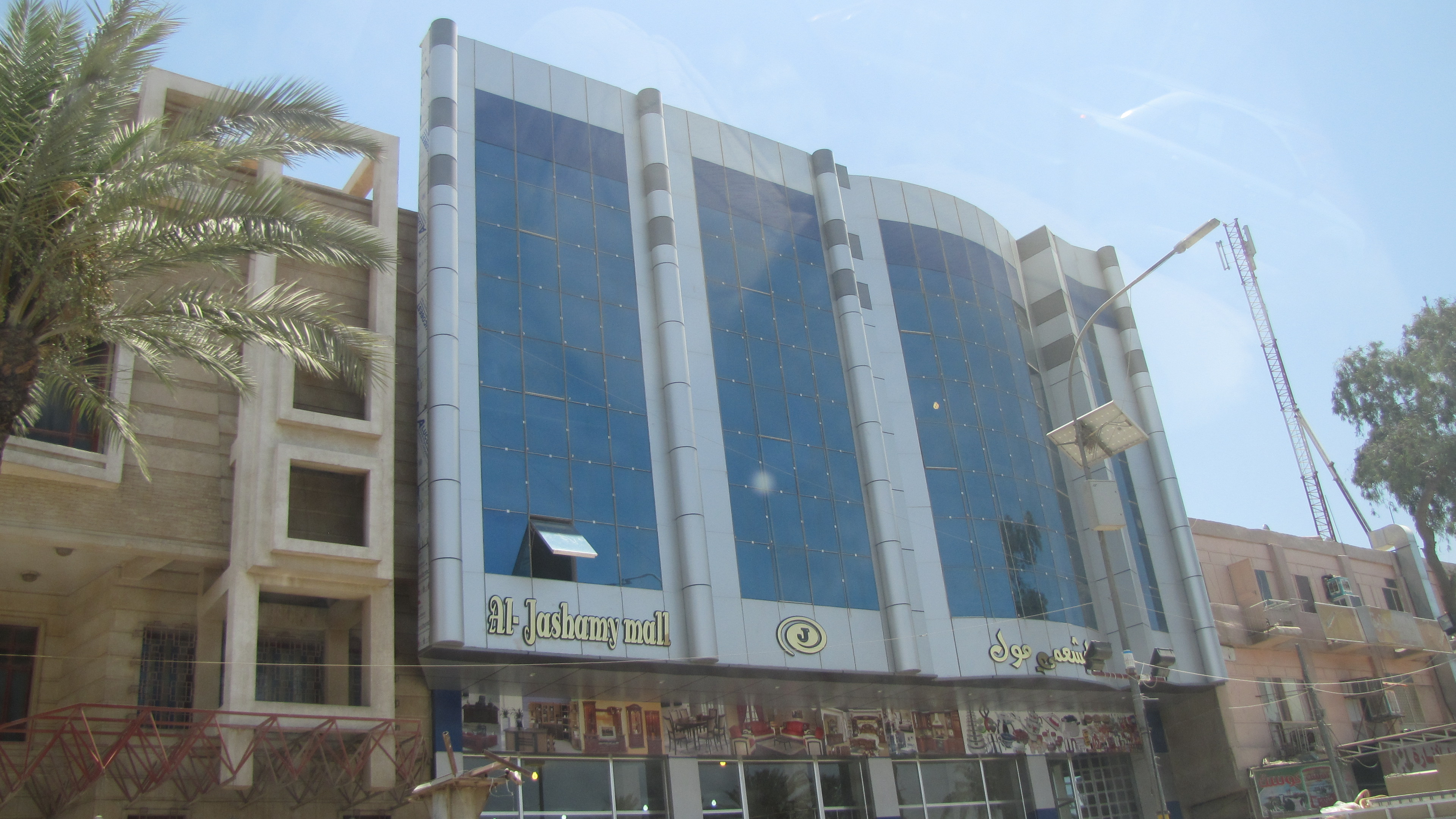
2010年的巴格达曼苏尔区

曼苏尔区（阿拉伯语：‎）是伊拉克巴格达的九个行政区之一。它位于巴格达西部，东与巴格达中部的卡尔克区接壤，北与卡希米亚区接壤，西与巴格达国际机场相连，南与巴格达机场路相连，而另一侧则为拉希德区。

## 介绍
曼苏尔是以阿拔斯王朝第二位哈里发、巴格达建立者阿布·加法尔·曼苏尔的名字命名的。该地区的大部分人口为什叶派穆斯林，因为该地区靠近巴格达的卡希米亚区以及七、九位什叶派伊玛目的陵墓卡济米耶清真寺。然而由于伊拉克内战的爆发，许多来自安巴尔省的逊尼派穆斯林流离失所，他们搬到了曼苏尔区，但该区人口结构仍然是什叶派占多数。
曼苏尔传统上是富裕的阿拉伯家庭居住的地区。它也被称为“大使馆区”，因为那里有许多外国大使馆。这里有一个知名的热闹的购物区，吸引了那些寻求进口奢侈品、现代市场和娱乐服务的人，包括餐馆、咖啡馆和娱乐项目。然而，在2006年至2007年之间发生的教派冲突期间，它成为了一个极端的暴力的场所，街头暴力和爆炸时有发生，当时大部分人口流离失所，导致大量破坏发生，并且由于逊尼派的多数人离开该地区而导致总人口减少。随着巴格达局势的稳定，市场、购物中心和奢侈品逐渐回归该地区。

### 曼苏尔雕像
1976年，曼苏尔区竖立起一座阿布·加法尔·曼苏尔的青铜半身像，这座雕塑的作者是伊拉克雕塑家哈立德·拉哈尔，旨在将伊拉克辉煌的过去与光明的未来联系起来。2003年，该雕塑因炸弹爆炸而遭受无法挽回的破坏，于2005年被拆除。